# シモンボリバル市 (ミランダ州)

州内での位置

シモン・ボリーバル（Municipio Simón Bolívar）は、ベネズエラのミランダ州にある市である。市名は南米独立に尽くしたシモン・ボリバルを記念するものだが、彼と直接の縁はない。市庁所在地はサンフランシスコデヤレ。面積131km²、2001年調査による人口は3万1,944人。

## 地理
トゥイ川が作るトゥイの谷にあり、山はない。支流ラグアルディホ川にラグアルディホダムが作られ、カラカスの上水道に水を供給する。
- 川 - トゥイ川、ラグアルディホ川
- 湖 - ラグアルディホ湖（ダム湖）

### 構成する区
2区。
- サンアントニオデヤレ区 - サンアントニオデヤレ
- サンフランシスコデヤレ区 - サンフランシスコデヤレ

### 隣接する自治体
- ミランダ州 - インデペンデンシア、クリストーバル・ロハス、ランデール